# アリスティデス・ゴメス

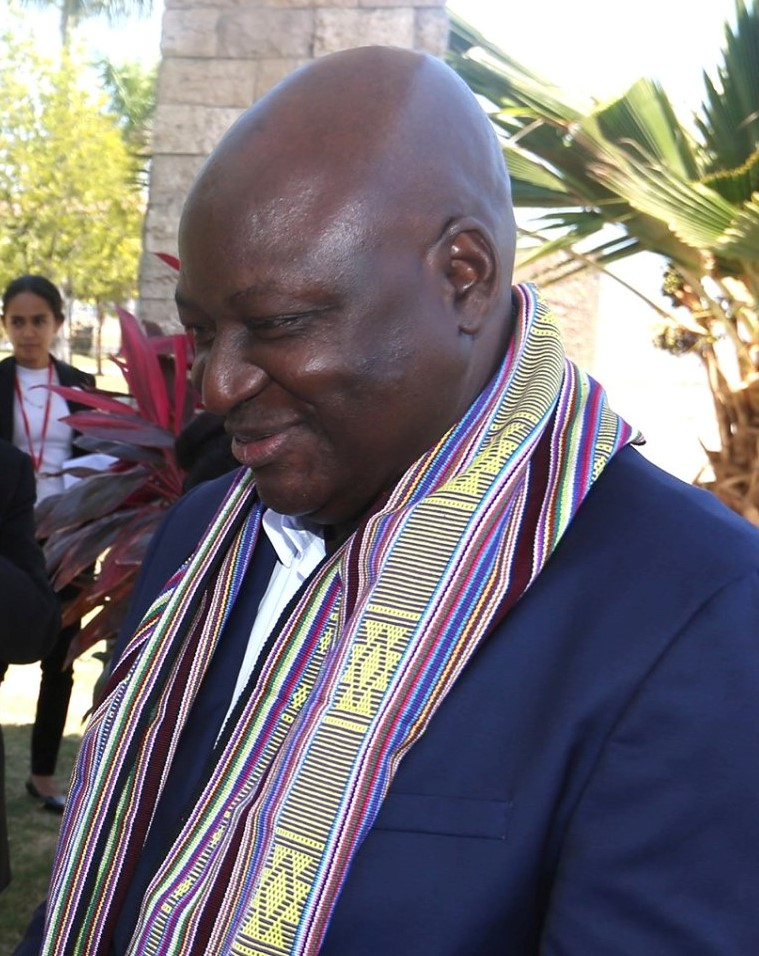
アリスティデス・ゴメス (2019)

アリスティデス・ゴメス（Aristides Gomes、1954年11月8日 - ）はギニアビサウの政治家。同国首相を2度務めている。

## 経歴
1954年に生まれる。パリ第8大学で社会学および政治学を専攻する。
ギニアビサウ実験テレビ局（Televisão Experimental da Guiné-Bissau）局長（1990年 - 1992年）となる前に、ジョアン・ヴィエイラ首相の下で国家計画・国際協力相を務めた。
ゴメスは長い間ギニア・カーボベルデ独立アフリカ党(PAIGC)の党員であり、副党首の地位にあった。しかし2005年の大統領選挙の際には、PAIGCのマラム・バカイ・サニャ候補を差し置いて無所属のジョアン・ヴィエイラ候補を支援し、選挙後にPAIGCを離党した。2018年4月に再び首相に就任。2019年10月28日にジョゼ・マリオ・ヴァス大統領より解任されたが、ゴメスはこれに異を唱え、西アフリカ諸国経済共同体(ECOWAS)も11月23日の大統領選挙までは内閣を解任できないとヴァスに警告した。翌29日、ヴァス大統領はファウスティノ・インバリ元首相を新首相に任命したが、ゴメスは異を唱え論争状態となった。ゴメスは11月7日に開催されたECOWASの緊急会合でも首相としての支持を取り付け、インバリは翌8日に首相を辞任した。2019年12月に決選投票が実施された大統領選挙は当選者をウマロ・シソコ・エムバロ元首相としたものの、敗北した与党側候補が疑義を申し立て、最高裁判所は票の再点検を命じたが2020年2月25日に選挙管理委員会はエムバロの当選を改めて認定。2月27日にエムバロは大統領就任の宣誓を強行し、翌28日にはゴメスを首相から解任、ヌノ・ゴメス・ナビアムを後継の首相に据えた。